# Toxicoscordion fontanum
Toxicoscordion fontanum är en nysrotsväxtart som först beskrevs av Alice Eastwood, och fick sitt nu gällande namn av Wendy Beth Zomlefer och Walter Stephen Judd. Toxicoscordion fontanum ingår i släktet Toxicoscordion och familjen nysrotsväxter. Inga underarter finns listade.